# صبغي 3
الصبغي البشري الثالث (بالإنجليزية: Chromosome 3)‏ هو أحد 23 زوجاً صبغياً بشرياً، والشخص الطبيعي يملك زوجاً من هذا الصبغي، ويحوي الصبغي 200 مليون زوجاً من أسسس الدنا ويشكل حوالي 6.5% من دنا الخلية وقد يحوي من 1100 إلى 1500 مورثة.